# سيزار تشافيز
سيزار تشافيز  (بالإنجليزية: Cesar Chavez)‏(31 مارس 1927 - 23 أبريل 1993) كان عامل فلاحة أمريكي، وناشط في حركة الحقوق المدنية. قام سيزار بالتعاون مع دولوريس هويرتا بإنشاء منظمة عمال المزارع الوطنية (أطلق عليها لاحقا منظمة عمال المزارع المتحدة).
ولد في يوما في ولاية أريزونا لأسرة مكسيكية أمريكية، وأصبح في سن مبكرة عاملًا يدويًا وقضى سنتَين في القوات البحرية الأمريكية. ثم انتقل إلى كاليفورنيا حيث تزوج، وانخرط في منظمة الخدمات المجتمعيةCSO ، والتي من خلالها قدم يد المساعدة إلى العمال ليسجلوا أسماءهم من أجل الحصول على حق الاقتراع. في عام 1959، أصبح المدير الوطني للمنظمة، ومقرها في لوس أنجلوس.
عام 1962، ترك منظمة CSO ليشارك في تأسيس منظمة عمال المزارع المتحدة UFW والتي تتمركز في ديلانو في كاليفورنيا. أصبح تشافيز أكثر ناشط أمريكي لاتيني في الحقوق المدنية شهرة، وحصل على دعم كبير من حركة العمال الأمريكية، التي كانت متلهفة لضم أعضاء من أصول لاتينية. أدى منهجه في العمل النقابي المعتمد على العلاقات العامة واستراتيجياته القوية ولكن غير العنيفة؛ إلى جعل صراع عمال المزارع قضيةً أخلاقية لاقت الدعم عبر البلاد. في أواخر سبعينيات القرن العشرين، أجبرت طرقه المزارعين على الاعتراف بمنظمة UFW كوكيلة التفاوض لـ 50,000 عامل مزرعة في كاليفورنيا وفلوريدا.
في سنواته اللاحقة، أصبح أيضًا من مناصري الخضرية. خلال حياته، كانت جامعة كوليو سبزار تشافيز واحدة من المؤسسات القليلة التي حملت اسمه، ولكن بعد وفاته، أصبح رمزًا تاريخيًا كبيرًا للمجتمع اللاتيني، مع عدد كبير من المدارس والشوارع والحدائق التي سُمّيَت باسمه. أصبح تشافيز رمزًا للعمالة المنظمة والسياسات اليسارية ودعم العمال وتمكين أصحاب الأصول اللاتينية بناء على التنظيم على المستوى الشعبي. وهو أيضًا صاحب الجملة الإسبانية الشهيرة «نعم، نستطيع». وهو الشعار الذي تبنّته حملة باراك أوباما الانتخابية لعام 2008. ورغم أن الاتحاد الذي أنشأه تداعى بعد عدة سنوات من وفاته في عام 1993، إلا أن عمل تشافيز أدى إلى تحسينات كبيرة للعمال النقابيين.
بعد وفاته، أصبح تشافيز قديسًا شعبيًا رمزيًا لدى مجتمع الأمريكيين المكسيكيين. كما أصبح يوم ميلاده في 31 مارس عطلة احتفالية في العديد من الولايات الأمريكية. تلقى تشافيز أثناء حياته وبعد وفاته عددًا كبيرًا من الجوائز والأوسمة، منها وسام الحرية الرئاسي عام 1994.

## بداية حياته

### طفولته: 1927-1945
ولد سيزار استرادا تشافيز في يوما في ولاية أريزونا يوم 31 مارس 1927. سمّي على اسم جده سيزاريو تشافيز، وهو مكسيكي عبر الحدود إلى تكساس في عام 1898. بدأ سيزاريو عملًا ناجحًا في نقل الأخشاب قرب يوما وفي عام 1906 اشترى مزرعة في صحراء سونورا شمال غيلا فالي. جلب سيزاريو معه من المكسيك زوجته دوروتيا وأولاده الثمانية؛ أصغرهم ليبرادو كان والد سيزار. تزوج ليبرادو من جوانا استرادا تشافيز في أوائل عشرينيات القرن العشرين.
ولدت جوانا في تشيواوا المكسيكية وعبرت إلى الولايات المتحدة مع أمها عندما كانت طفلة. عاشا في بيكاتشو في كاليفورنيا قبل أن تنتقلا إلى يوما، حيث عملت جوانا في إحدى المزارع ثم أصبحت مساعدة رئيس جامعة أريزونا. أنجب ليبرادو وجوانا مولودهما الأول، ريتا، في أغسطس 1925، ثم ابنهما سيزار بعد سنتَين تقريبًا.
نشأ تشافيز في عائلة مكسيكية تقليدية متحدثة بالإسبانية، وكان واحدًا من ستة أولاد، كان لديه أختان، ريتا وفيكي، وأخوان، ريتشارد وليباردو. وكانت جدته دوروتيا ترعى تعليمه الديني الكاثوليكي الروماني بشكل حريص. في طفولته، أطلق على تشافيز لقب «مانزي» بسبب ولعه بشاي البابونج. لتسلية نفسه، كان يلعب كرة اليد ويستمع إلى مباريات الملاكمة على الراديو. 
في عام 1933، التحق بمدرسة لاغونا دام، حيث كان من الممنوع التحدث بالإسبانية وكان من المفترض عليه أن يغير اسمه من سيزاريو إلى سيزار. بعد أن توفيت جدته دوروتيا في يوليو 1937، قام المسؤولون الحكوميون في مقاطعة يوما بعرض مزرعتها للبيع في مزاد علني لتغطية الضرائب التي كانت متراكمة عليها، ورغم محاولات ليبرادو في تأجيل ذلك، إلا أنه تم بيع المنزل والأرض عام 1939. كانت هذه تجربة مؤثرة لسيزار الذي رآها ظالمة في حق عائلته، كما رأى المصارف والمحامين وهيكل القوة الأمريكي الطرف الشرير في الحادثة.
وبتأثير من معتقداته الكاثوليكية الرومانية، سرعان ما بدأ يرى الفقراء مصدرًا للأخلاق الحميدة في المجتمع.
التحقت عائلة تشافيز بالأعداد المتزايدة من المهاجرين الأمريكيين الذين كانوا ينتقلون إلى كاليفورنيا خلال فترة الكساد الكبير. عملوا بدايةً في جمع الأفوكادو في أوكسنارد ثم في جمع البازلاء في بسكاديرو، ثم وصلوا إلى سان خوسيه، حيث عاشوا في البداية في مرآب في القسم المكسيسكي الفقير من المدينة. تنقلوا باستمرار، وفي العطل والأعياد انضم سيزار إلى عائلته في العمل الزراعي. في كاليفورنيا، تنقّل بين المدارس باستمرار، وقضى أطول وقت في مدرسة ميغيل هيدالغو الإعدادية، وكانت درجاته فيها متوسطة بشكل عام ولكنه برع في الرياضيات.
في المدرسة، تعرض للسخرية بسبب فقره، وخارجها واجه تحيزات ضد اللاتينيين من الأمريكيين ذوي الأصول الأوروبية، كما كانت العديد من المؤسسات ترفض أن تخدم الزبائن من الأعراق غير البيضاء. تخرج من المدرسة الإعدادية في يونيو 1942، وترك بعدها التعليم المدرسي ليصبح عاملًا في المزارع بدوام كامل.

### بدايات مرحلة بلوغه: 1946-1953
في مارس عام 1946، التحق تشافيز بالقوات البحرية الأمريكية، وأُرسَل إلى مركز التدريب البحري في سان دييغو. في يوليو، تم تعيينه في القاعدة الأمريكية في سايبان، وبعد ستة أشهر انتقل إلى غوام، حيث تمت ترقيته إلى الصف الأول من البحارة. تم تعيينه عندئذ في سان فرانسيسكو، حيث قرر أن يغادر البحرية، وتلقى تسريحًا فخريًا في يناير 1948. عاد بعدها إلى ديلانو في كاليفورنيا حيث استقرت عائلته، وعاد للعمل في الزراعة.
دخل تشافيز في علاقة مع هيلين فابيلا، التي سرعان ما أصبحت حاملًا. تزوجا في رينو، نيفادا في أكتوبر 1948؛ وكان حفل الزفاف مزدوجًا مع أخت تشافيز ريتا التي تزوجت من خطيبها في الوقت نفسه. مع بدايات عام 1949، استقر تشافيز مع زوجته في سال سي بود القريبة من سان خوسيه والتي أصبح يسكن فيها في ذلك الوقت العديد من أفراد عائلته. أنجبا مولودهما الأول، فيرناندو، في فبراير 1949، ثم سيلفيا في فبراير 1950، ثم ليندا في يناير 1951. ولدت الأخيرة بعد فترة قصيرة من انتقالهما إلى كريسينت سيتي، حيث توظف تشافيز في صناعة تقطيع الأخشاب. ثم عادوا إلى سان خوسيه، حيث عمل تشافيز في جمع المشمش ثم كمشرف على تقطيع الأخشاب في شركة جينيرال بوكس.
هنا، صادقَ تشافيز ناشطَين في مجال العدالة الاجتماعية، هما فريد روس والأب دونالد مكدونال، وكانا أمريكيان من أصول أوروبية ويركزان نشاطهما بشكل أساسي في المجتمعات المكسيكية الأمريكية. ساعد تشافيز روس في إنشاء فرع لمنظمة الخدمات المجتمعية الخاصة به (CSO) في سان خوسيه، وانضم إليه في حملات التسجيل للحصول على حق الاقتراع. سرعان ما انتُخِبَ تشافيز نائب رئيس فرع المنظمة.

## الحياة الشخصية
تزوج تشافيز محبوبته في المدرسة الثانوية، هيلين فابيلا، عندما عاد من خدمته العسكرية في عام 1948. انتقل الزوجان إلى سان خوسيه بكاليفورنيا. كان لديه ثمانية أبناء من زوجته: فيرناندو (مواليد 1949)، وسيلفيا (مواليد 1950)، وإلويز (مواليد 1952)، وآنا (مواليد 1953)، وبول (مواليد 1957)، وإليزابيث (مواليد 1958)، وأنتوني (مواليد 1958). كانت لديه علاقة عمل وثيقة مع هويرتا، وأصبحا معتمدين على بعضهما بشكل متبادل، ورغم أنها لم تتردد في تقديم الشكاوى معه، فقد كانت تؤجل له عادة.
كان تشافيز قصير القامة من الناحية الجسدية، وله شعر أسود حالك. اتّسم بالهدوء، ووصفه برونز بأنه «خجول من الناحية الظاهرية وغير بارز». عانى تشافيز مثل العديد من عمال المزارع آلامًا حادة في الظهر طوال حياته. ربما كان على وعي بنقص تعليمه الرسمي، ولم يكن مريحًا في التعامل مع الأشخاص الأثرياء.
لم يكن تشافيز خطيبًا عظيمًا؛ فوفقًا لباويل «لم تكن قوته كامنة في الكلمات، بل في الأفعال». لاحظت أنه لم يكن «متحدثًا مفوهًا»، وبالمثل، لاحظ برونز أنه «لم يملك موهبة خاصة بصفته متحدثًا أمام الجمهور». كان يتحدث بلطف، ووفقًا لباويل، كان لديه «أسلوب حواري غير رسمي» وكان «ماهرًا في قراءة الأشخاص». عندما كان يريد أن ينتقد أحد متطوعيه أو موظفيه، كان يفعل ذلك على انفراد، ولكنه كان يعنفهم بقسوة أحيانًا أمام العامة.

## وصلات خارجية
- سيزار تشافيز على موقع الموسوعة البريطانية (الإنجليزية)
- سيزار تشافيز على موقع مونزينجر (الألمانية)
- سيزار تشافيز على موقع ميوزك برينز (الإنجليزية)
- سيزار تشافيز على موقع إن إن دي بي (الإنجليزية)
- سلسلة من خمسة أجزاء حول سيزار تشافيز - لوس أنجلوس تايمز (بالإنجليزية)
- نعوة الوفاة على نيويورك تايمز - 24 أبريل 1993 (بالإنجليزية)